# Maurizio Manzieri
Maurizio Manzieri (Napoli, 23 aprile 1961) è un illustratore italiano.
La sua produzione artistica è nota per le illustrazioni di genere fantastico nel campo della letteratura di fantasy e fantascienza, soprattutto in Italia e Stati Uniti . Nel corso della carriera ha conseguito diversi riconoscimenti tra cui un Premio Chesley, assegnato da ASFA, l'Associazione americana degli Artisti di Fantascienza e Fantasy. Nel 2021 ha vinto l'European Grandmaster, conferito dalla European Science Fiction Society, per il suo contributo nell'arte fantastica e negli anni 2021, 2022 e 2025 è giunto Finalista al Premio Hugo (miglior artista professionista),presentato dalla Worldcon, il congresso mondiale degli appassionati di fantascienza.

## Biografia
Nasce a Napoli nel 1961. Dopo aver conseguito la maturità classica, inizia a lavorare come grafico pubblicitario. Dal 1988 si trasferisce a Torino e dal 1995 avvia la carriera professionale di illustratore nel campo dell'editoria di genere fantastico pubblicando diversi lavori in copertina sulla britannica Interzone.
Versatile sperimentatore, Manzieri abbandona presto le matite e i pennelli, divenendo uno dei primi illustratori digitali a utilizzare un computer e una tavoletta grafica per simulare le tecniche manuali della pittura tradizionale. Nel 1997 viene invitato a esporre i suoi lavori a Digipainting '97, la prima Mostra Internazionale di Arte Digitale patrocinata dal Comune di Roma. Con l'occasione firma il Manifesto del Digitalismo, assieme ad altri artisti intervenuti per l'evento, tra cui Laurence Gartel, Lorenzo Paolini, Dominique De Bardonnèche, Debi Lee Mandel, Bert Monroy, Cher Threinen-Pendarvis.
Tra il 1998 e il 2000 realizza varie illustrazioni per le riviste da edicola Urania, Solaria, e in contemporanea inaugura una duratura attività di collaborazione con alcune principali riviste di fantascienza e fantasy americane: The Magazine of Fantasy and Science Fiction, Asimov's Science Fiction, Analog Science Fiction and Fact.
Nel corso degli anni Manzieri ha illustrato le copertine di molti libri italiani ed esteri per autori quali Ursula K. Le Guin, Aliette de Bodard, Terry Brooks, Clive Cussler, Elizabeth Bear, Peter S. Beagle, Robert Silverberg, Robert J. Sawyer, Marion Zimmer Bradley, Kelley Armstrong. 
Ospite d'onore in numerose manifestazioni in Italia e Svizzera, ha realizzato poster e locandine ufficiali per eventi come: Lucca Comics & Games (2014), Sassari Comics & Games (2016), Fantasy Basel (2016), Zurich Game Show (2018, 2019), Cartoons on the Bay (2019), Eurocon (2021) e Starcon (2023).
Tra il 1988 e il 2012 ha alternato le sue attività di illustratore a numerose collaborazioni e consulenze editoriali nel campo dei fumetti, dall'acquisizione di diritti esteri in campo artistico per case editrici al management di librerie specializzate, fino alla decisione di abbandonare la carriera lavorativa per dedicarsi a tempo pieno all'illustrazione.
I suoi lavori sono stati inclusi negli annuari internazionali Spectrum, the Best in Contemporary Fantastic Art (Vol. 6, 11, 20) e Infected by Art (Vol. 2, 3, 4, 5, 6, 7, 8, 9, 10, 11, 12).

## Riconoscimenti

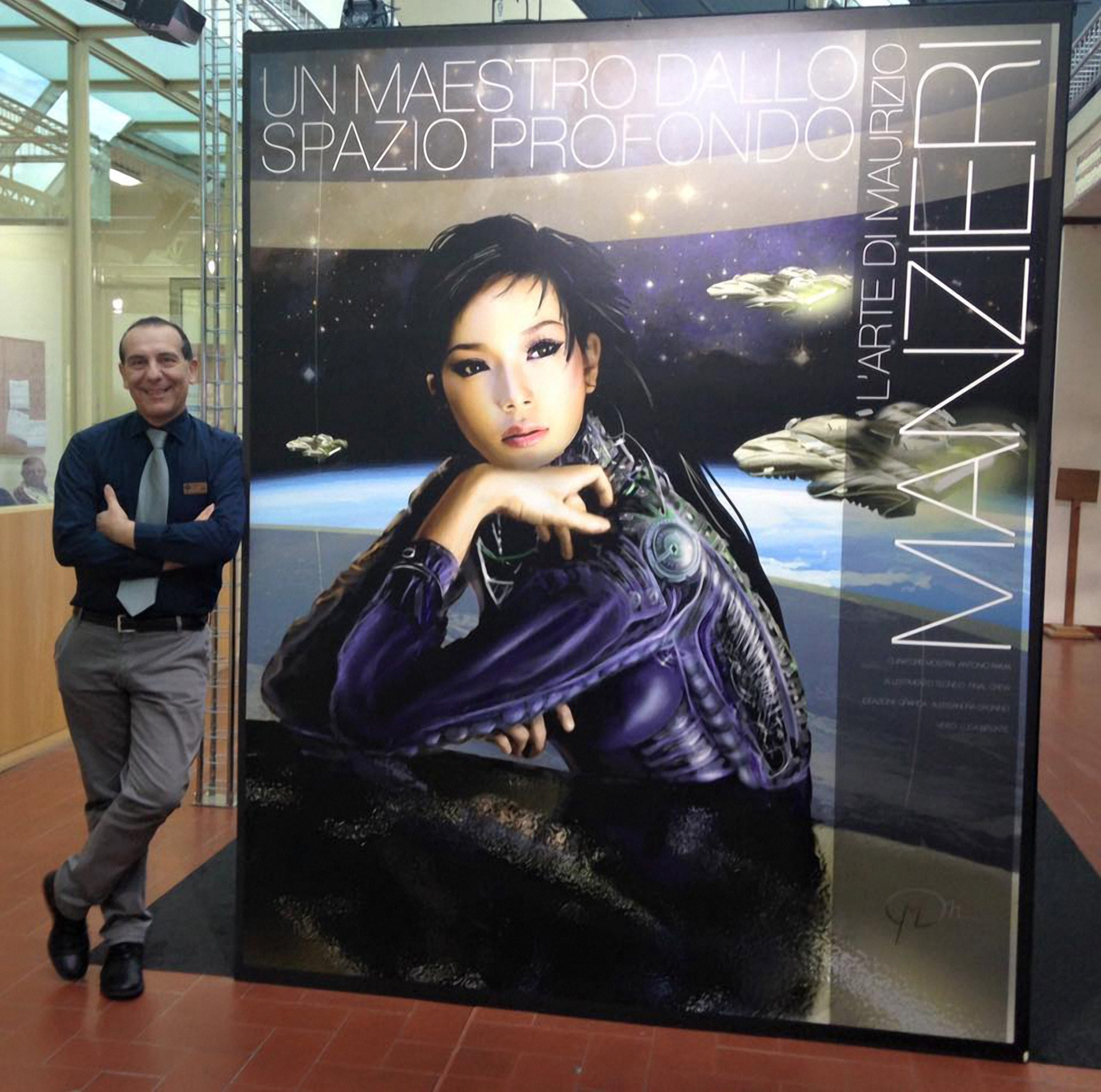
Maurizio Manzieri a Lucca Comics & Games 2015 (Mostra Palazzo Comunale di Capannori)

### Premi
- 2000: Premio Italia come Miglior Artista - Courmayeur (Italcon)[19]
- 2002: Premio Italia come Miglior Artista - Fiuggi (Italcon)[20]
- 2003: Premio Europa come Miglior Artista - Turku (European Science Fiction Society)[21][22]
- 2003: Chesley Awards per la Miglior Opera Monocromatica, Inedita - Toronto, (Worldcon) con l'illustrazione The Skimmer's Lagoon, ispirata alla serie Shadowmarch di Tad Williams[23]
- 2014: Asimov’s Readers’ Award come Miglior Copertinista per la rivista Asimov's Science Fiction con l'illustrazione Paradises Lost, ispirata all'omonima storia di Ursula K. Le Guin[24]
- 2015: Asimov’s Readers’ Award come Miglior Copertinista per la rivista Asimov's Science Fiction con l'illustrazione The Citadel of Weeping Pearls, ispirata all'omonima storia di Aliette de Bodard[25]
- 2019: Asimov’s Readers’ Award come Miglior Copertinista per la rivista Asimov's Science Fiction con l'illustrazione Waterlines ispirata all'omonima storia di Suzanne Palmer[26]
- 2021: European GrandMaster[27]
- 2022: Asimov’s Readers’ Award come Miglior Copertinista per la rivista Asimov's Science Fiction con l'illustrazione Falling Off the Edge of the World ispirata all'omonima storia di Suzanne Palmer[28]
- 2023: Premio "Alberto Lisiero"[29][30]
- 2025: Premio Italia come Miglior Artista - Genova (Italcon)[31]

### Finalista
- 2003: Chesley Awards Nominee per la Miglior Opera a colori, Inedita con l'illustrazione Briony, Princess of Shadowmarch, ispirata alla serie Shadowmarch di Tad Williams[32]
- 2004: Chesley Awards Nominee per il suo contributo ad ASFA, The Association of Science Fiction and Fantasy Artists,[33]
- 2008: Chesley Awards Nominee per la Miglior Copertina su Rivista con l'illustrazione Lázaro y Antonio, ispirata all'omonima storia di Marta Randall[34]
- 2009: Chesley Awards Nominee per la Miglior Copertina su Rivista con l'illustrazione Five Thrillers, ispirata all'omonima storia di Robert Reed[35]
- 2014: Chesley Awards Nominee per la Miglior Copertina su Volume, edizione rilegata, con l'illustrazione Book of Iron, ispirata all'omonima novella di Elizabeth_Bear e per la Miglior Copertina su Rivista con l'illustrazione What the Red Oaks Knew, ispirata all'omonima storia di Elizabeth Bourne e Mark Bourne[36]
- 2016: Chesley Awards Nominee per la Miglior Copertina su Rivista con l'illustrazione The Citadel of Weeping Pearls, ispirata all'omonima storia di Aliette de Bodard[37]
- 2019: Chesley Awards Nominee per la Miglior Copertina su Volume, edizione rilegata, con l'illustrazione The Tea Master and the Detective, ispirata all'omonima novella di Aliette de Bodard[38]
- 2021: Finalista Premio Hugo come Miglior Artista Professionista[39][40][41][42]
- 2022: Finalista Premio Hugo come Miglior Artista Professionista[43]
- 2024: Frank R. Paul Awards Nominee per la Miglior Copertina su Volume con l'illustrazione Maryon's Gift, ispirata all'omonima storia di Paul McAuley[44][45]
- 2025: Finalista Premio Hugo come Miglior Artista Professionista[46]

## Opere
- Quindici Desideri di Alda Teodorani (testo) e Maurizio Manzieri (illustrazioni), Dario Flaccovio Editore, 2004 ISBN 978-8-877-58574-5.
- The Art of Maurizio Manzieri, Pavesio Comics, 2009 ISBN 978-8-862-33016-9.